# Conóceme
Conóceme – dziesiąty album studyjny hiszpańskiej piosenkarki Pastory Soler, wydany 10 września 2013 przez wytwórnię Warner Music Spain.
Album składa się z jedenastu kompozycji, w których dominującym gatunkiem jest pop. Wśród utworów można znaleźć piosenki autorstwa m.in. José Abrahama, José Carlosa Gómeza czy samej Pastory Soler, która jest w całości autorką kompozycji „Si vuelvo a empezar”. Płytę nagrywano w studiach w Madrycie i Sztokholmie, a za produkcję odpowiadał Tony Sánchez-Ohlsson. Wydawnictwo promowały single: „Te despertaré”, „Espérame” i „Vive”.
Album znalazł się na 2. miejscu na oficjalnej hiszpańskiej liście sprzedaży.

## Lista utworów
| Nr  | Tytuł                   | Tekst                | Muzyka                                            | Czas  |
| --- | ----------------------- | -------------------- | ------------------------------------------------- | ----- |
| 1.  | „Te despertaré”         | Tony Sánchez-Ohlsson | Tony Sánchez-Ohlsson, Thomas G:son                | 3:54  |
| 2.  | „Espérame”              | Tony Sánchez-Ohlsson | Tony Sánchez-Ohlsson                              | 4:03  |
| 3.  | „Vive”                  | Tony Sánchez-Ohlsson | Thomas G:son, Tony Sánchez-Ohlsson                | 3:13  |
| 4.  | „Fuimos”                | José Abraham         | José Abraham                                      | 3:37  |
| 5.  | „Conóceme”              | Tony Sánchez-Ohlsson | Tony Sánchez-Ohlsson, Jonas Thander, Thomas G:son | 3:45  |
| 6.  | „Pasa la vida”          | Tony Sánchez-Ohlsson | Tony Sánchez-Ohlsson, Thomas G:son                | 3:14  |
| 7.  | „Cambiando”             | Tony Sánchez-Ohlsson | Tony Sánchez-Ohlsson, Thomas G:son                | 3:37  |
| 8.  | „Te voy a recordar así” | Tony Sánchez-Ohlsson | Thomas G:son, Tony Sánchez-Ohlsson                | 4:08  |
| 9.  | „No me rendiré”         | Tony Sánchez-Ohlsson | Thomas G:son, Tony Sánchez-Ohlsson                | 4:05  |
| 10. | „Si vuelvo a empezar”   | Pastora Soler        | Jonas Thander, Tony Sánchez-Ohlsson, C. Mason     | 4:00  |
| 11. | „Madre”                 | José Carlos Gómez    | José Carlos Gómez                                 | 3:13  |
|     |                         |                      | Całkowita długość:                                | 40:49 |

## Pozycja na liście sprzedaży
| Kraj      | Lista sprzedaży (2013/2014) | Najwyższa pozycja |
| --------- | --------------------------- | ----------------- |
| Hiszpania | PROMUSICAE                  | 2                 |